# Denn er hat seinen Engeln befohlen
Denn er hat seinen Engeln befohlen (Porque aos seus anjos dará ordem a teu respeito), MWV B 53, é um incipit de um motete para um coro de oito partes a cappella composto por Felix Mendelssohn. Ele o escreveu em 1844 para a Catedral de Berlim, utilizando como base os versículos 11 e 12 do Salmo 91. Mais tarde, Mendelssohn fez o motete acompanhando parte de seu oratório Elias. Foi publicado em 1844, e por Breitkopf & Härtel em 1875 na edição completa das obras do compositor.

## Letra
O texto se baseia nos versículos 11 e 12 do Salmo 91 da tradução de Martinho Lutero para o alemão. A tradução para o português se baseia na versão Almeida Corrigida Fiel:
| Alemão Denn er hat seinen Engeln befohlen über dir, dass sie dich behüten auf allen deinen Wegen, dass sie dich auf den Händen tragen und du deinen Fuß nicht an einem Stein stoßest. |  | Português Porque aos seus anjos dará ordem a teu respeito, para te guardarem em todos os teus caminhos. Eles te sustentarão nas suas mãos, para que não tropeces com o teu pé em pedra. |